# Kerstin Meyer
Pour les articles homonymes, voir Meyer.
Kerstin Margareta Meyer (née le 3 avril 1928 à Stockholm (Suède) et morte dans la même ville le 14 avril 2020) est une cantatrice suédoise mezzo-soprano.

## Biographie
D'origine polonaise, Kerstin Meyer étudie au Conservatoire royal de Stockholm, puis à Milan et à Vienne.  Elle débute à l'Opéra royal de Stockholm dans le rôle d'Azucena dans Le Trouvère de Verdi.